# Lijst van spoorwegmaatschappijen in Nederlands-Indië
Deze lijst van spoorwegmaatschappijen in Nederlands-Indië bevat een opsomming van spoorwegmaatschappijen die in het voormalig Nederlands-Indië hebben bestaan. Sommige maatschappijen reden (aanvankelijk) met klein materieel/kleinspoor en noemden zich trammaatschappij; omdat het onderscheid moeilijk te maken is én voor de volledigheid, zijn deze ook hier opgenomen.
In 1945 werd in het deel van Indonesië dat al onafhankelijk was (republikeins gebied) de Djawatan Kereta Api (vertaald: De Dienst Vuurwagens) opgericht, die de spoorwegbedrijven overnam. Bij de onafhankelijkheid van Indonesië in december 1949 zijn al deze ondernemingen opgegaan in de nationale Indonesische spoorwegonderneming, gevestigd te Bandung.
Het railverkeer heeft alleen op de eilanden Sumatra, Java/Madoera en in beperkte mate op Celebes plaatsgevonden, niet op de andere eilanden van Indië. Een groot deel van het netwerk wordt tegenwoordig niet meer gebruikt; alleen de hoofdlijnen zijn nog in gebruik.

## Spoorwegmaatschappijen

### Sumatra
- Atjeh Tram, afgekort AT, of Atjeh Staats Spoorwegen, afgekort ASS
- Deli Spoorweg Maatschappij, afgekort DSM
- Staatsspoorwegen ter Sumatra's Westkust, afgekort SSS
- Staatsspoorwegen op Zuid-Sumatra, afgekort ZSS

### Java
- Babat-Djombang Stoomtram Maatschappij, afgekort BDSM
- Batavia Electrische Tram Maatschappij, afgekort BET
- Bataviasche Oosterspoorweg Maatschappij, afgekort BOS
- N.V. Bataviasche Verkeersmaatschappij
- Java Spoorweg Maatschappij, afgekort JSM
- Kediri Stoomtram Maatschappij, afgekort KSM
- Madoera Stoomtram Maatschappij, afgekort MT
- Malang Stoomtram Maatschappij, afgekort MS
- Modjokerto Stoomtram Maatschappij, afgekort MSM
- Nederlands-Indische Spoorweg Maatschappij, afgekort NIS
- Nederlands-Indische Tramweg Maatschappij, afgekort NITM
- Oost-Java Stroomtram Maatschappij, afgekort OJS
- Pasoeroean Stroomtram Maatschappij, afgekort PsSM
- Probolinggo Stroomtram Maatschappij, afgekort PbSM
- Serajoedal Stoomtram Maatschappij, afgekort SDS
- Semarang-Cheribon Stoomtram Maatschappij, afgekort SCS
- Semarang-Joana Stoomtram Maatschappij, afgekort SJS
- Solosche Tramweg Maatschappij, afgekort SoTM
- Staatsspoorwegen, afgekort SS

### Celebes
- Staatstramwegen op Celebes

## Afbeeldingen

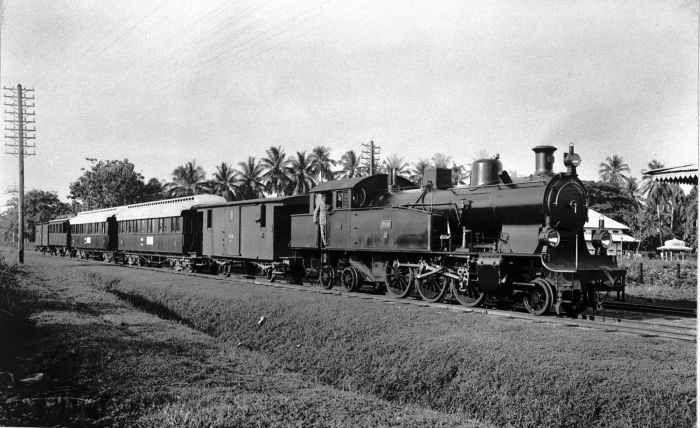
Trein Deli Spoorweg Maatschappij in Medan
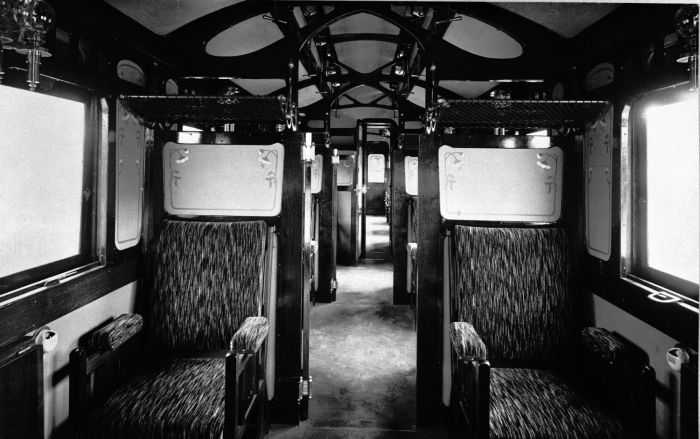
Deli Spoorweg-Maatschappij, rijtuig 1e klas
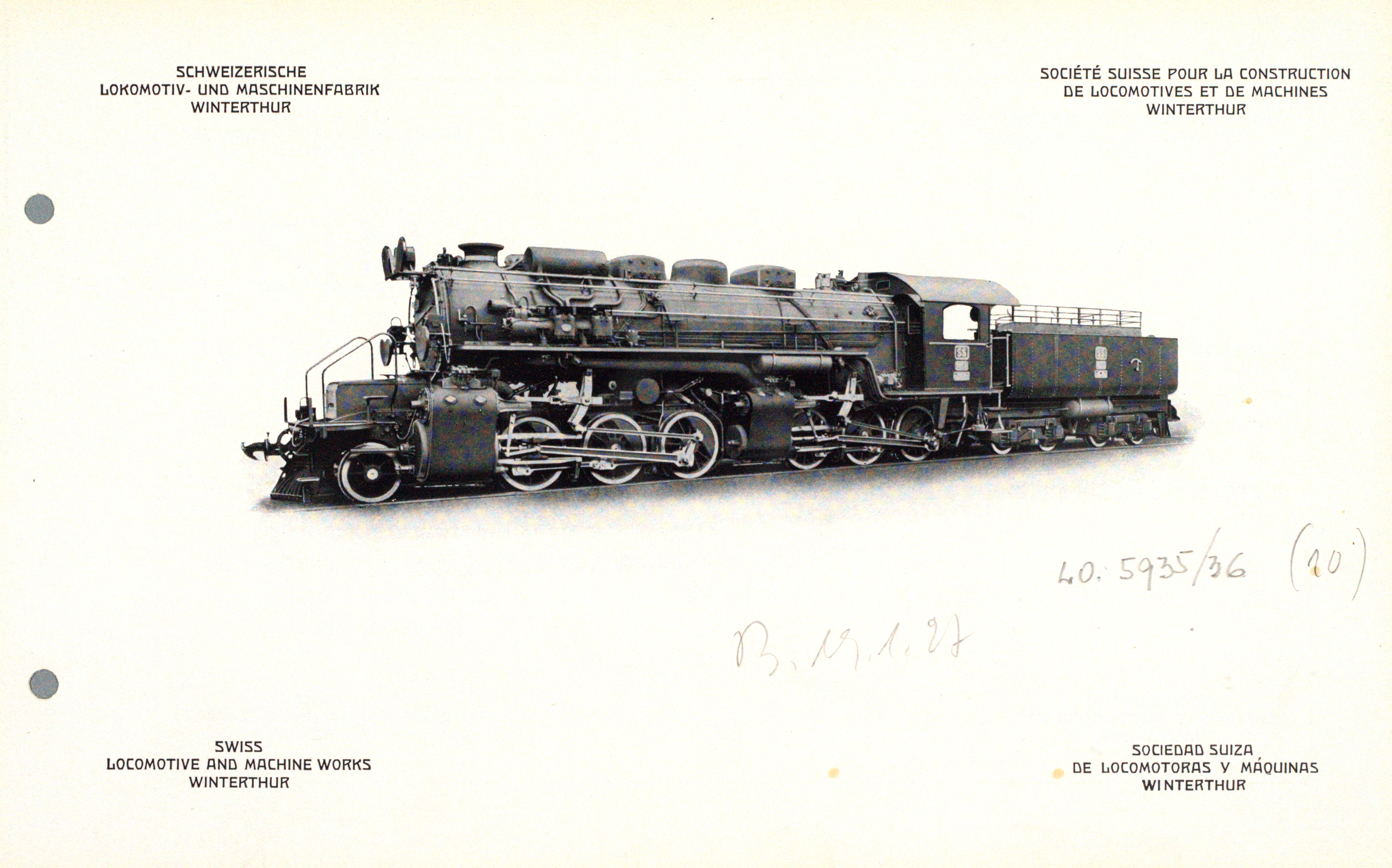
Mallett-locomotief (asindeling 1C+C) van de Staatsspoorwegen
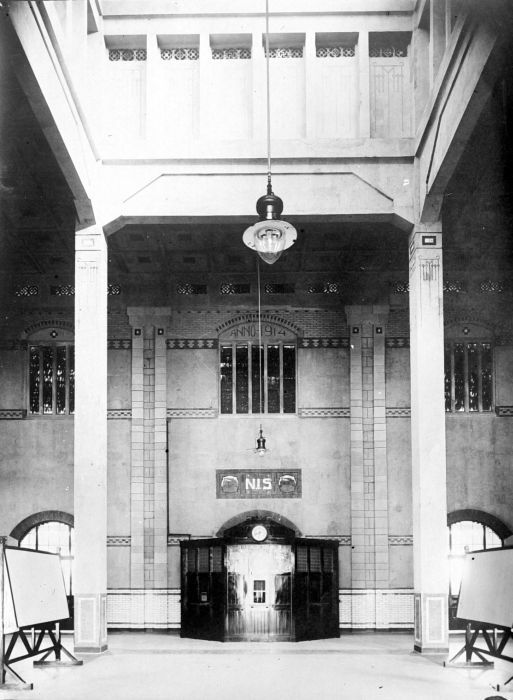
Station Semarang Tawang (NIS)